# تشارلز كارول سيمس
تشارلز كارول سيمس (بالإنجليزية: Charles Carroll Simms)‏ هو ضابط أمريكي، ولد في 1824، وتوفي في 1884.